# تاريخ السياسة النقدية في الولايات المتحدة
يبسط هذا المقال تاريخ السياسة النقدية في الولايات المتحدة. ترتبط السياسة النقدية بأسعار الفائدة وتوفر الائتمان الصرفي.

## خلفية
تضمنت آليات السياسة النقدية أسعار الفائدة قصيرة الأجل واحتياطيات البنك عبر القاعدة النقدية.
بُعيد تأسيس بنك إنجلترا في العام 1694، والذي اضطلع بمسؤولية طباعة الأوراق النقدية ودعمها بغطاء ذهبي، بدأت فكرة السياسة النقدية بالتبلور باعتبارها إجراء تنفيذيًا مستقلًا. تلخص الهدف وراء السياسة النقدية في الحفاظ على قيمة العملة، وطباعة الأوراق النقدية التي يُمكن تبادلها على قدم المساواة مع العملات المعدنية، ومنع خروج العملات المعدنية من التداول. اعتُبر تأسيس الدول الصناعية للبنوك المركزية دلالة على الرغبة حينذاك في الحفاظ على ثبات الغطاء الذهبي للدولة، وللتبادل ضمن هامش ضيق لتقلب أسعار العملات الأخرى المدعومة بغطاء ذهبي. لتحقيق هذه الغاية، بدأت البنوك المركزية باعتبارها جزءًا من الغطاء الذهبي بتحديد أسعار الفائدة التي تفرض رسومها، على كلّ من المَدينين والبنوك الأخرى التي تطلّبت السيولة. استلزم الحفاظ على الغطاء الذهبي إجراء تعديلات شبه شهرية لأسعار الفائدة.
في الفترة الواقعة بين الأعوام 1870 – 1920، أنشأت الدول الصناعية أنظمة الصيرفة المركزية، وكان آخرها نظام الاحتياطي الفيدرالي في العام 1913. عند هذه المرحلة، أصبح واضحًا الدور الذي يؤديه البنك المركزي باعبتاره «المُقرض الأخير». وتوضَّح شيئًا فشيئًا الأثر الذي تتركه أسعار الفائدة على الاقتصاد برمته، بفضل المنفعة الحدية في علم الاقتصاد، والتي أظهرت كيفية تغيير الأفراد لقراراتهم بناء على التغيرات الحاصلة في المقايضات الاقتصادية.

## فترة ما قبل الحرب
في النصف الأول من القرن التاسع عشر، اعتُمدت العديد من البنوك التجارية الصغيرة في منطقة نيو إنجلاند نظرًا لسماح القوانين بذلك (بشكل رئيسي بسبب قوانين الامتيازات المفتوحة). شهد بروز الصيرفة التجارية زيادة الفرص المواتية للأفراد الأغنياء بالانخراط في المشاريع التجارية والتي لم يكونوا لينخرطوا فيها ما لم يطمئنوا للعوائد المضمونة لاستثماراتهم. عملت تلك البنوك الأولى كوسطاء لصالح أصحاب المشاريع الذين لم يكن لديهم الثروة الكافية لتمويل مشاريعهم الاستثمارية الخاصة ولصالح أولئك الذين كان لديهم ثروة بالفعل ولكنهم لم يرغبوا في مخاطرة الاستثمار بالمشاريع. لهذا السبب، شهد قطاع البنوك التجارية هذا نسقًا من الإقراض الداخلي يرجع أساسًا إلى نسبة الرفع المالي المنخفضة في تلك البنوك وترابط جودة المعلومات، ولكن نجحت العديد من تلك البنوك في تحفيز الاستثمارات المبكرة وأسهمت في تحفيز العديد من المشاريع اللاحقة. رغم بعض الممارسات التي قد يعتبرها البعض تمييزية في الإقراض الداخلي، فقد عملت تلك البنوك بشكل سليم ولم تواجه إخفاقات كثيرة، وهو ما شجع التطور الاقتصادي في الولايات المتحدة.

### الإجراءات المبكرة لإنشاء بنك وطني
في العام 1781، بناء على قانون أصدره كونغرس الكونفدرالية تأسس بنك شمال أمريكا في فيلاديلفيا، والذي حلّ محل بنك بينسلفانيا المعتمد للدولة والذي تأسس في العام 1780 لتمويل حرب الاستقلال الأمريكية. مُنح بنك أمريكا الشمالية حق احتكار إصدار سندات الائتمان بمثابة العملة على مستوى البلاد. قبل تعديل وثائق الكونفدرالية والاتحاد، كانت الولايات فقط هي ذات السلطة السيادية لاعتماد البنك مخوّلة إياه بإصدار سندات الائتمان الخاصة بها. بعد ذلك، أصبح الكونغرس يتمتع بتلك السلطة.
اقترح روبرت موريس، مشرف المالية الذي عُيّن بموجب وثائق الكونفدرالية، اقترح أن يعمل بنك أمريكا الشمالية باعتباره بنكًا تجاريًا يضطلع بدور العميل الضريبي والنقدي الوحيد للحكومة. وفقًا لذلك، أُطلق على موريس اسم «أب نظام الائتمان، وتداول المستندات في الولايات المتحدة». ارتأى موريس ضرورة وجود احتكار وطني ربحيّ خاص على غرار بنك إنجلترا، وذلك لأن المساعي السابقة لتمويل حرب الاستقلال الأمريكية، مثل العملة القارية التي أصدرها الكونغرس القاري، قد أفضت إلى هبوط العملة لدرجة أن آلكساندر هاميلتون اعتبر تلك المحاولات «فضائح علنية». بعد الحرب، اعتُمدت بعض البنوك، بما فيها بنك نيويورك وبنك ماساتشوستس في العام 1784.
في العام 1791، اعتمد الكونغرس البنك الأول للولايات المتحدة ليخلف بنك أمريكا الشمالية بموجب المادة الأولى، البند الثامن. وبصورة مماثلة، اعتُمد البنك الثاني للولايات المتحدة في العام 1816 وأغلق في العام 1836.

### الحقبة الجاكسونية
افتُتح البنك الثاني للولايات المتحدة في يناير من العام 1817، بعد 6 سنوات من فقدان البنك الأول للولايات المتحدة اعتماده. والسبب الرئيسي لاعتماد البنك الثاني للولايات المتحدة هو أنه في حرب العام 1812، مرت الولايات المتحدة بتضخم اقتصادي شديد وواجهت صعوبة في تمويل حملاتها العسكرية. تبعًا لذلك، بلغت الحالة الائتمانية والاقتراضية للولايات المتحدة أدنى حدّ لها منذ تأسيس الدولة.
جاءت مدة اعتماد البنك الثاني للولايات المتحدة لعشرين عامًا، ولهذا توجب تجديد الاعتماد في العام 1836. جعل دور البنك الثاني للولايات المتحدة كبنك إيداع للإيرادات الحكومية الفيدرالية جعله هدفًا سياسيًا للبنوك المعتمدة في كل ولاية والتي عارضت علاقة البنك الثاني للولايات المتحدة بالحكومة المركزية. أدت السياسات الحزبية دورًا كبيرًا في النقاش المستعر حول تجديد الاعتماد. «كان تصريح آرثر شليسنغر التقليدي هو أن السياسات الحزبية خلال الحقبة الجاكسونية كانت قائمة على الصراع الطبقي. بسبب مقاربته المسألة من منظور نخبة الحزب، اعتبر شليسنغر صراع الأحزاب صراعًا بين حزب اليمين من الأغنياء الحزب الديمقراطي من الطبقة العاملة». عارض الرئيس أندرو جاكسون بشدّة تجديد اعتماد البنك الثاني للولايات المتحدة، وبنى دعايته الانتخابية لانتخابات العام 1832 حول إلغاء البنك الثاني للولايات المتحدة. كان هدف جاكسون السياسي هو التخلص من نيكولاس بيدل، الممول، والسياسي، ورئيس بنك الولايات المتحدة.
بالإضافة إلى عداوة جاكسون العامة للصيرفة واعتقاده الراسخ بأن النقود المعدنية (الذهب و/أو الفضة) هي النقود الحقيقة، انطلقت أسباب جاكسون لمعارضته تجديد اعتماد البنك الثاني من اعتقاده أن تخويل السلطة والمسؤولية المالية في بنك وحيد هي ما يسبب التضخم وغيره من الشرور الاقتصادية.
خلال شهر سبتمبر 1833، أصدر الرئيس جاكسون أمرًا تنفيذيًا أنهى فيه إيداع التمويلات الحكومية في بنك الولايات المتحدة. بعد سبتمبر 1833، وُضعت تلك الودائع في البنوك المعتمدة لدى الولايات، والتي شاعت تسميتها باسم «بنوك جاكسون الأليفة». صحيح أن الديمقراطيين الجاكسونيين تحكموا بـ6 من أصل 7 بنوك إيداع، فإن بنوك الإيداع اللاحقة، مثل تلك التي في نورث كارولينا، وساوث كارولينا، وميتشيغان، قد أدارها معارضون للسياسات الجاكسونية. وهكذا فإنه من الخطأ وسم جميع بنوك الإيداع المعتمدة في الولايات باسم «البنوك الأليفة».

### 1837 – 1863: حقبة «الصيرفة الحرة»
قبل العام 1838، كان الحصول على الاعتماد البنكي محصور في أمر تشريعي خاص، ولكن في ذلك العام تبنت ولاية نيويورك قانون الصيرفة الحرة، والذي سمح لأيّ كان بالانخراط في الصيرفة، شرط الالتزام بشروط الاعتماد المحددة. سمح قانون ميتشيغان (1837) بالاعتماد الذاتي للبنوك التي استوفت شروطه دون الحصول على موافقة الهيئة التشريعية في الولاية. سُمح لتلك البنوك بإصدار أوراق نقدية مقابل العملات المعدنية (ذهبًا وفضة)، ونظمت الولايات متطلبات الاحتياطي، وأسعار الفوائد للقروض والإيداعات، ونسبة كفاية رأس المال وغيرها. انتقلت الصيرفة الحرة بشكل سريع إلى الولايات الأخرى، واعتبارًا من العام 1840 حتى 1863 أُجريت جميع أعمال الصيرفة من خلال المؤسسات المعتمدة ضمن الولايات.
في نهاية المطاف، ثبت عدم استقرار عدة بنوك افتُتحت في هذه الفترة. في العديد من الولايات الغربية، تدهورت الصناعة البنكية إلى أعمال صيرفة «مُغامِرة» نظرًا لتهاون قوانين الولاية وإساءة تطبيقها. عُمد إلى إصدار الأوراق النقدية بضمانات شحيحة أو بلا ضمانات أصلًا، وحُمّل الائتمان فوق طاقته؛ وسببت حالات الكساد موجات من الفشل البنكي. يشار بشكل خاص إلى تسبّب تعددية الأوراق النقدية الحكومية بالفوضى والخسارة. وهكذا فإن القيمة الحقيقة للورقة النقدية عادة ما كانت أقل من قيمتها الظاهرية، وبشكل عام تحددت نسبة الخصم وفقًا للقوة الاقتصادية للبنك الذي أصدر الورقة النقدية.